# Vodní nádrž Římov
Římov je vodní nádrž vybudovaná v letech 1971-1978 na řece Malši u Římova. Do užívání byla předána v roce 1977. Manipulační řád nařizuje udržovat minimální průtok pod hrází na 650 l/s. Zatopená plocha zasahuje do katastrů obcí Římov, Svatý Jan nad Malší a Velešín.

## Historie
Během povodní v roce 2002 byl 13. srpna nádrží převeden nejvyšší zaznamenaný průtok 476 m³·s⁻¹.

## Využití
Nádrž slouží jako zdroj pitné vody pro České Budějovice a široké okolí (přibližně 350 000 lidí). Z důvodů zajištění kvality vody je snahou udržovat v nádrži co nejvyšší množství vody. Nádrž má relativně malý objem. Hráz je sypaná kamenitá s jádrem ze sprašových hlín. Vzhledem k těmto faktům je retenční schopnost nádrže značně omezená. Při povodních je prioritou odvést vodu přes výpustní zařízení tak, aby nebyla ohrožena bezpečnost přehradního tělesa. Z těchto důvodů se vodní nádrž Římov nikdy nemohla a ani nebude významným způsobem podílet na omezení povodní na řece Malši.
Vzhledem k dlouhotrvajícím suchům v první čtvrtině 21. století a narůstající spotřebě vody se uvažuje o vybudování další nádrže výše proti proudu, a to v Chlumu na Malši u Kaplice.
Povodí Vltavy zde provozuje malou vodní elektrárnu.

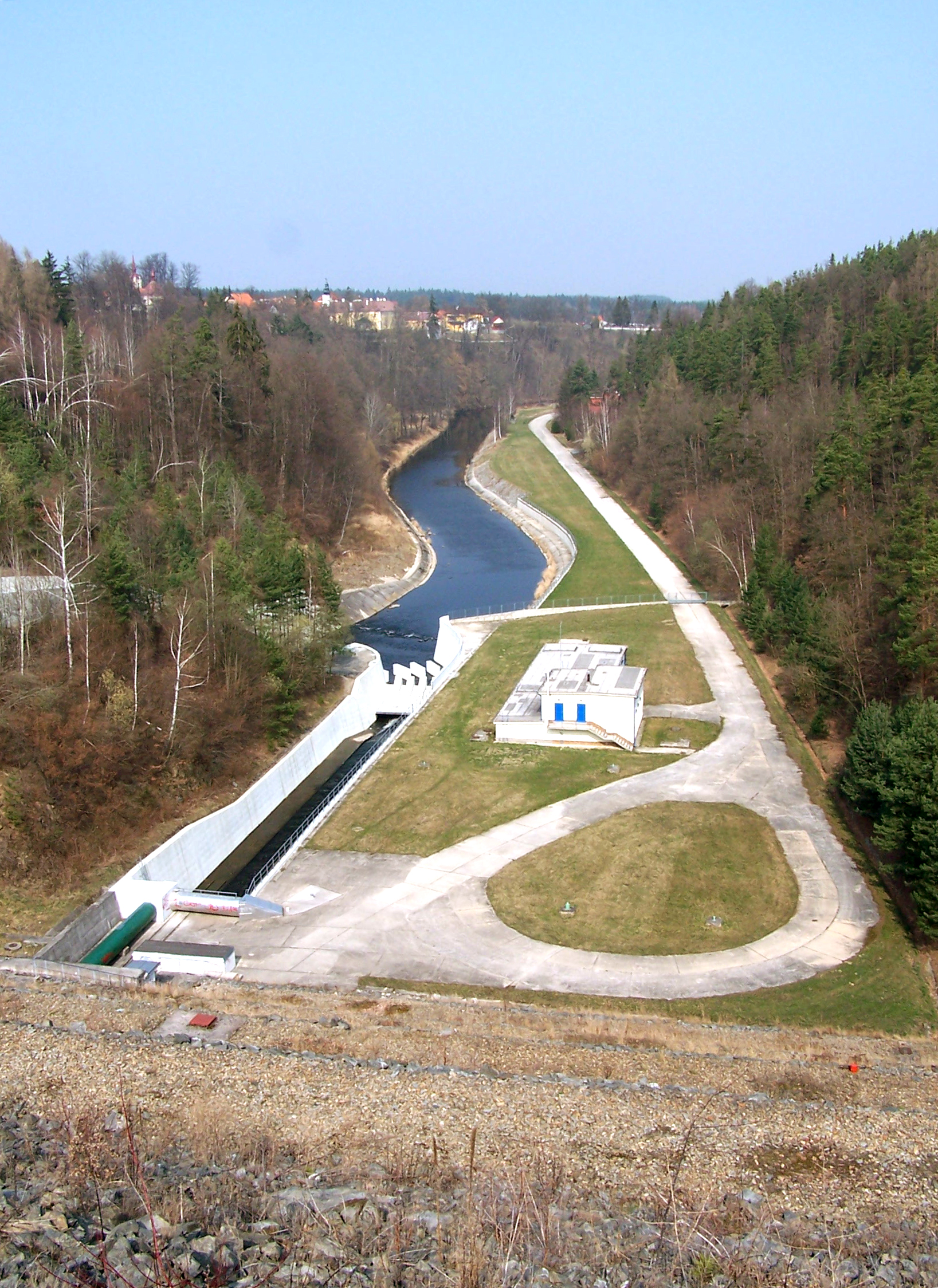
Pohled z hráze k Římovu
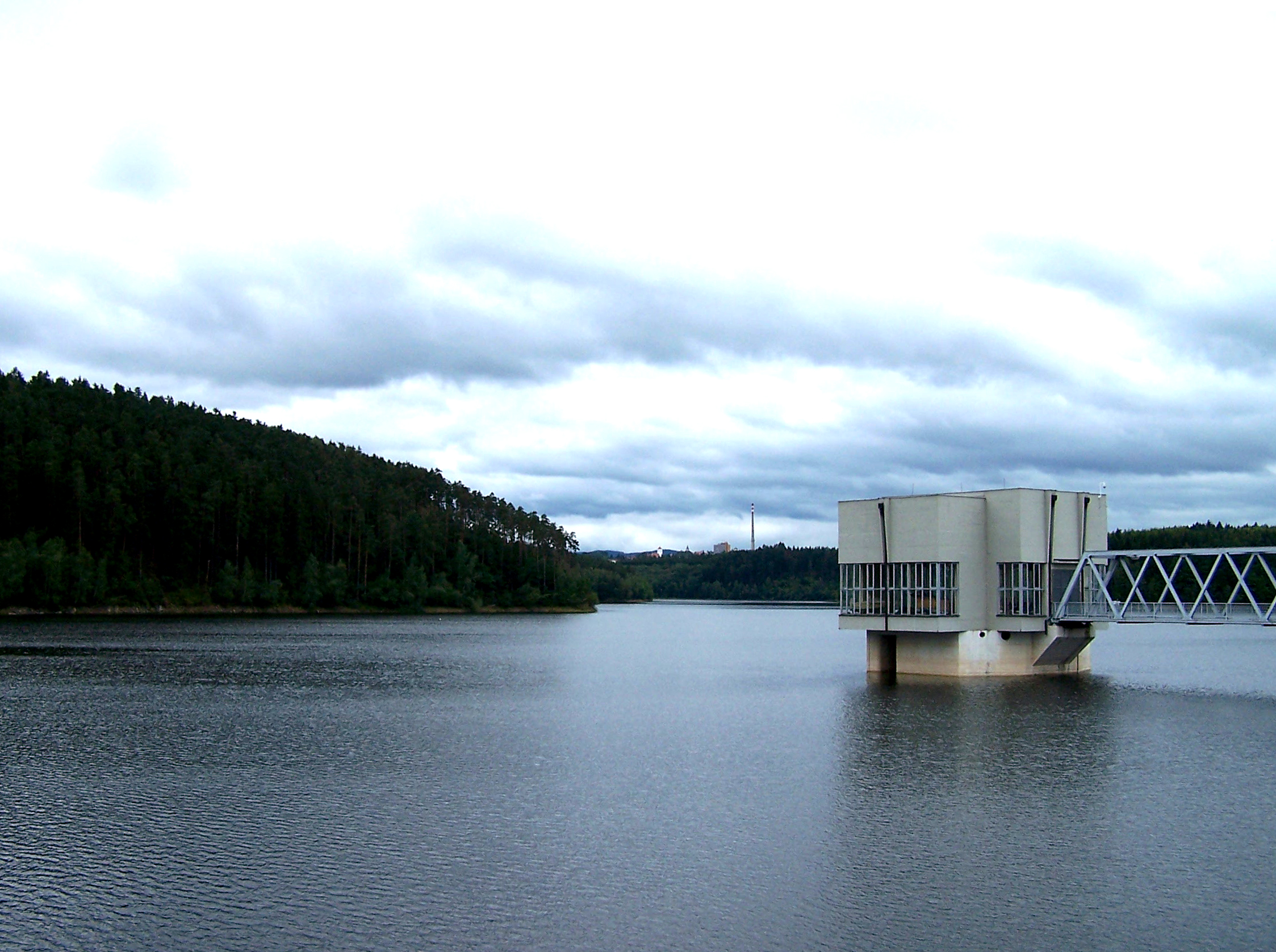
Věž na čerpání pitné vody
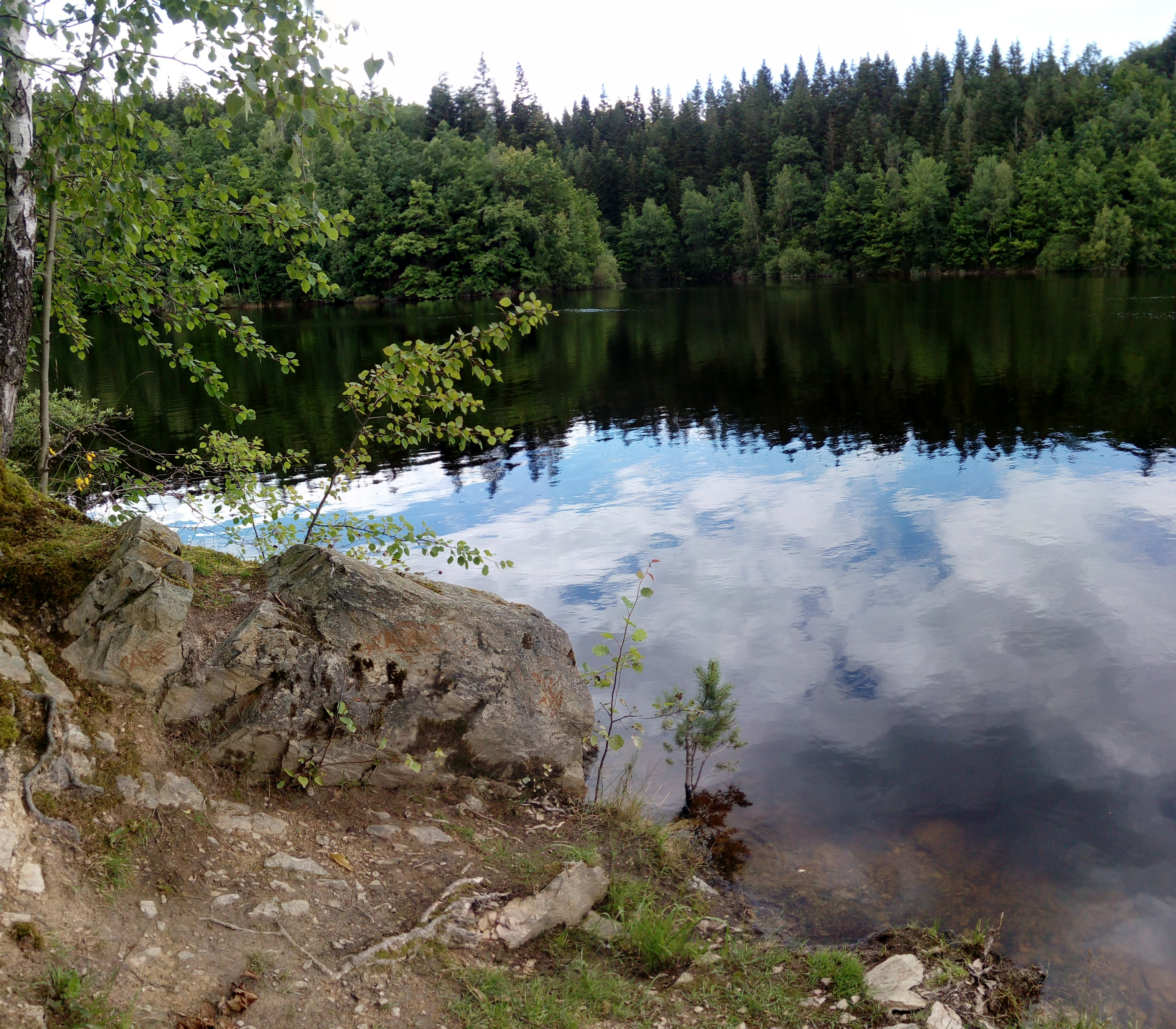
Pohled od výběžku s Kamennou věží
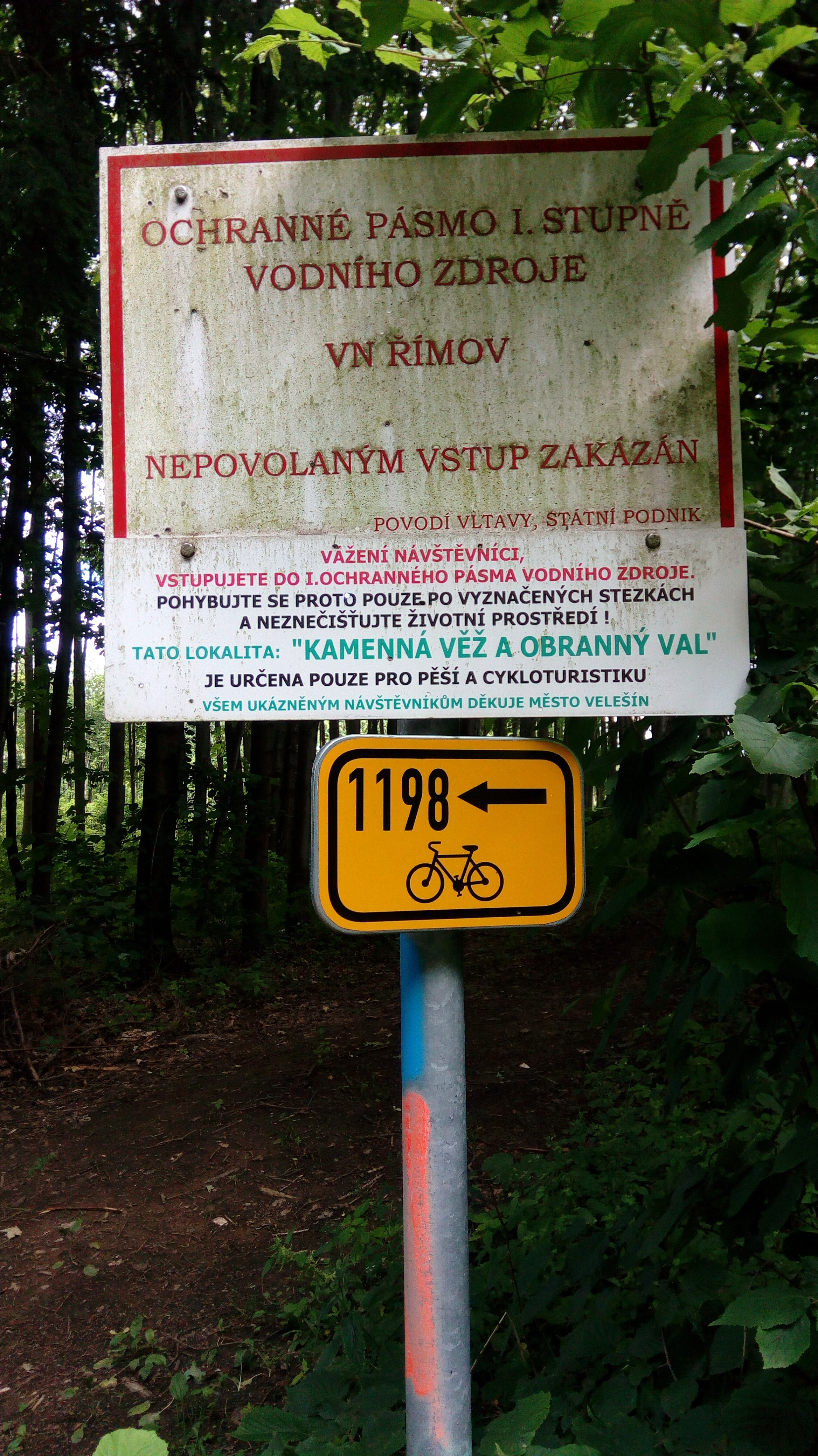
Infotabule o ochranném pásmu I. stupně vodního zdroje